# Palaeocheloctonus septentrionalis
Espèce
Palaeocheloctonus septentrionalis est une espèce de scorpions de la famille des Hormuridae.

## Distribution
Cette espèce est endémique de la région Diana à Madagascar. Elle se rencontre sur la Montagne des Français.

## Description
Le mâle holotype mesure 56,4 mm et la femelle paratype 62,9 mm.

## Publication originale
- Lourenço & Wilmé, 2015 : Micro-endemic populations of Palaeocheloctonus Lourenco, 1996 (Scorpiones: Hormuridae) in Madagascar: A new case of vicariance among Malagasy scorpions. Arthropoda Selecta, vol. 24, no 2, p. 189-195 (texte intégral).